# 高来町
高来町（たかきちょう）は、長崎県北高来郡にあった町。
2005年（平成17年）3月1日に諫早市、多良見町、森山町、飯盛町、小長井町と新設合併し、新市制による諫早市の一部となった。

## 地理
- 山：多良岳、五家原岳、仏ノ辻、烏帽子岳、烽火山
- 河川：境川、湯江川、小江川、田島川、深海川
- 溜池：柳原溜池、犬木溜池

## 沿革
- 1889年（明治22年）4月1日 - 町村制施行により、北高来郡のうち後の町域にあたる以下の自治体が発足。
  - 湯江村（湯江村・宇良村が合併）
  - 小江村（小江村・犬木村が合併）
  - 深海村（深海村・藤田尾村が合併）
- 1955年（昭和15年）11月3日 - 湯江村が町制施行し湯江町となる。
- 1956年（昭和31年）9月20日 - 湯江町、小江村、深海村が合併し、高来町が発足。
- 2005年（平成17年）3月1日 - 諫早市、多良見町、森山町、飯盛町、小長井町と合併して新設の諫早市が発足し[1]、高来町は自治体として消滅。

## 地名
名を行政区域とする。高来町では名の名称に大字（湯江・小江・深海）を冠していたが、平成初期に大字を廃止した。
諫早市（2代目）発足時に「名」の文字を削除し、旧来の名の名称に「高来町」を冠した町名に変更された。
旧湯江町
湯江町時代は「湯江」「宇良（うら）」の2大字が存在した。このうち「宇良」は高来町発足時に「湯江」に統合改称した。
大字湯江
- 黒崎名
- 神津倉名
- 小峰名
- 里名
- 三部壱名
- 善住寺名
- 法川名（のりがわ）
- 東平原名（ひがしひらばる）[2]
- 町名（まち）[3]

大字宇良 → 湯江
- 泉名
- 金崎名
- 汲水名（くみず）
- 黒新田名（くろんた）
- 坂元名
- 水ノ浦名
- 溝口名
- 山道名

旧小江村
小江村時代は「小江」「犬木（いぬき）」の2大字が存在した。このうち「犬木」は高来町発足時に「小江」に統合改称した。
大字小江
- 上与名（うわぐみ）
- 折山名
- 下与名（したぐみ）
- 西平原名（にしひらばる）[4]
- 平田名
- 峰名

大字犬木 → 小江
- 小船津名（こぶなつ）
- 西尾名（にしのお）

旧深海村
深海村時代は「深海」「藤田尾（ふじたお）」の2大字が存在した。このうち「藤田尾」は高来町発足時に「深海」に統合改称した。
大字深海
- 古場名
- 建山名
- 船津名

大字藤田尾 → 深海
- 大戸名
- 冨地戸名（ふじと）

## 交通

### 鉄道
- 九州旅客鉄道（JR九州）
  - 長崎本線[5]
    - 湯江駅 - 小江駅

### 道路
- 国道207号

## 名所・旧跡・観光スポット
- 轟渓流（名水百選）
- 多良岳県立公園（日本の自然百選）
- ツクシシャクナゲ群落（国の天然記念物）[6]
- いこいの村長崎
- 食事処　かじか（地元に愛される大衆食堂）